# Општина Скоарца (Горж)
Скоарца (рум. Scoarţa) општина је у Румунији у округу Горж.
Oпштина се налази на надморској висини од 274 m.